# 50-es busz (Debrecen)
A debreceni 50-es jelzésű autóbusz a Doberdó utca és az IT Services Hungary Kft. között közlekedett, 2022 folyamán megszűnt az alacsony kihasználtság miatt.

## Története
2009. július 1-én vezették be az 50-es járatot a Doberdó utca – Vezér utca – IT Services Hungary Kft. között. Ez volt Debrecen legrövidebb járata. A járat feladata az IT Services dolgozóinak oda- illetve elszállítása volt. A járat a 10/10Y és 14-es járat útvonalán haladt, így észszerűnek tűnt a járatokat összevonni. 2011. május 15. volt a járat utolsó üzemnapja. Másnaptól már a 10/10Y és 11-es buszokkal lehetett az IT Services Hungary Kft.-hez utazni.
Az IT Services Hungary Kft. közelében felépített Egyetemi Innovációs Parkba való könnyebb eljutás érdekében több járat útvonalát megváltoztatták 2019. december 2-től. A menetrendváltozás egyik lépése az 50-es busz újraindítása volt. Az 50-es újraindításával együtt a 11-es busz nyugati részét pótló 14-es busz a Vezér utcát nem érinti, így ezen szakaszon a 10/10Y és 50-es buszokkal lehet utazni.
2022. július 24-től ez a járat megszűnik.

## Útvonala
| Doberdó utca → IT Services Hungary Kft. → Doberdó utca                                                                        |
| --- |
| Doberdó utca vá. – Doberdó utca – Vezér utca – Domokos Márton kert – Rugó utca – Vezér utca – Doberdó utca – Doberdó utca vá. |

## Járművek
A viszonylaton Alfa Cívis 12 szólóbuszok közlekednek.

## Megállóhelyei
| 0  | Doberdó utca végállomás      |                                                                                     |
| 2  | Nyék utca                    | 10, 10Y                                                                             |
| 4  | Vezér utca                   | 10, 10Y, 14                                                                         |
| 5  | IT Services Hungary Kft.     | 10, 10Y, 14                                                                         |
| 6  | Rugó utca                    | 10, 10Y, 14                                                                         |
| 7  | Vezér utca                   | 10, 10Y, 14                                                                         |
| 8  | Nyék utca                    | 10, 10Y                                                                             |
| 10 | Árpád Vezér Általános Iskola | 2 10, 10A, 10Y, 11, 15, 15Y, 22, 24, 34, 35, 35E, 35Y, 36, 36E, 36Y Helyközi buszok |
| 11 | Doberdó utca végállomás      | 2 10, 10A, 10Y, 11, 15, 15Y, 22, 23, 23Y, 24, 36Y, 51E                              |